# Hedmancykel
Hedmancykel (termodynamik t.ex. patent US 6655327 B1) är en variant av amerikanen George Brayton termodynamiska delade cykel (split cycle engine) från 1870-talet. En variant av hedmancykeln benämns Scuderi Engine i USA. 
Motorn innefattar kolvkompressor, tank för komprimerad luft, kolvexpander, värmeväxlare i tanken.
Värmen i avgaserna från expandern växlas motströms över till luften i tanken. Förbränningen sker i expandern, idealt vid konstant tryck tills tillförsel av bränsle och luft avbryts varvid fortsatt expansion sker adiabatiskt.
Principellt består den av följande steg:
1. Isoterm kompression för att minska kompressionsarbetet och få så kall luft som möjligt efter kompression
2. Värmeväxling i tanken som inleds nära expandern och avslutas vid kompressorn med evakuering till atmosfär
3. I expandern inleds arbetstakterna idealt med volymändringsarbete följt av adiabatisk expansion. Tillförsel av luft till expandern sker via en fritt styrbar inloppsventil vilket möjliggör styrning av vridmoment vid olika motorvarvtal.

Den ideala arbetstakten är dock att man, under konstant tryck (trycket i tanken), först tillvaratar volymändringsarbete på grund av värmeväxling mot avgaserna. Därefter tillvaratas under fortsatt konstant tryck volymändringsarbete på grund av energin från förbränning av bränsle. Slutligen sker en adiabatisk expansion Kompression och expansion kan ske i en och samma cylinder om man komprimerar på ena sidan (undersidan) av kolven och expanderar på andra sidan, enl utförande som en så kallad tvärstycksmotor.